# Рейд: Пуля в голове
Пу́ля в голове́ (англ. Headshot) — индонезийский боевик режиссёров Кимо Стамбола и Тимо Тьяджанто. Мировая премьера фильма состоялась 9 сентября 2016 года в Торонто. Премьера фильма в России состоялась 20 апреля 2017 года.

## Сюжет
Сюжетно фильм никак не связан с фильмом Рейд.
Мужчина с тяжёлой травмой головы оказывается на берегу моря с потерей памяти. Молодой доктор старается ему помочь, однако прошлое начинает преследовать его и они сталкиваются с бандой опасных преступников.

## В ролях
- Ико Ювайс — Измаил/Абди
- Джулия Эстелл — Рика
- David Hendrawan — Тежо
- Челси Ислан — Эйлин
- Эпи Куснандар — Ромли
- Зак Ли — Тано
- Санни Пан — Ли
- Вери Три Юлисман — Беси

## Маркетинг
Премьера трейлера состоялась 7 сентября 2016.

## Критика
Рейтинг одобрения на Rotten Tomatoes составляет 74% на основе 50 обзоров со средней оценкой 6,2 балла из 10. На Metacritic совокупный рейтинг составляет 61 балл из 100 на основе 14 рецензий.